# Pont aqueduc de la Canaù (Cavaillon)
Le Pont aqueduc de la Canaù (ou Aqueduc de la Canaou,) est un ouvrage du canal Saint-Julien, permettant à celui-ci de franchir la rivière le Coulon, près de Cavaillon, en Vaucluse. Sa conception technique est unique en Europe.

## Histoire
Le canal Saint-Julien est un ouvrage du XIIe siècle, permettant, en plus de l'irrigation, l'alimentation en eau d'un moulin appartenant à l'évêque. Ce canal ne faisait alors que quelques kilomètres, depuis les bords de la Durance, aux abords du Coulon. Au milieu du XVIe siècle, Jean Meynier, marquis De Forbin d’Oppède, finance le franchissement du Coulon afin d'irriguer la rive droite de la rivière, près du hameau des Vignères,,. L'ouvrage est inauguré par François 1er en 1537,.
Le pont aqueduc est rénové régulièrement au fil des années. C'est le cas, par exemple, en 1728 par le père d'Esprit-Joseph Brun aidé de son gendre.
En 1921, à la suite de multiples bouchons causés par les crues, la canalisation d'origine, suspendue sous le pont aqueduc en pierre, est mise hors service et est remplacée par un siphon,. Le pont aqueduc (ou pont canal) devient ainsi un pont-siphon.
La structure en pierre existante résiste à la crue « spectaculaire de 1994 où le pont a été entièrement submergé ».
Le pont aqueduc de la Canaù est classé au titre des monuments historiques depuis le 18 août 2011. En 2012, un bief de délestage est créé afin de préserver l'aqueduc lors des crues grâce à l'ajout d'un bras de rivière sur le Coulon,,. Ainsi, le siphon passant sous le pont aqueduc est prolongé d'une quarantaine de mètres et modernisé,. Les travaux représentent un coût total d'environ 2 millions d'euros,.
En 2021, un projet de restauration de l'édifice en pierre est lancé,. En 2024, la restauration s'achève pour un coût total de 450 000 € dont une partie (56 000 €) est financée par le loto du patrimoine,,,. Selon le directeur général du Canal Saint-Julien, ce pont aqueduc est d'« une originalité unique en Europe » et « probablement unique au monde dans sa conception »,.

## Ouvrage
Initialement construit en pierre de taille, il est composé de deux arches de 22 mètres de long, écartées l'une de l'autre au niveau des berges, mais en appuis en leur milieu. Sa hauteur maximale est de 8 mètres. Ce système supportait une conduite en bois (« coffrage de bois colmaté par des bâches et suspendu à des crochets en fer sous l'arche ») qui pouvait être reconstruite plus facilement lors des crues que la structure en pierre. La conduite en bois se bouchant régulièrement, le passage se fait, depuis 1921, par un siphon,.

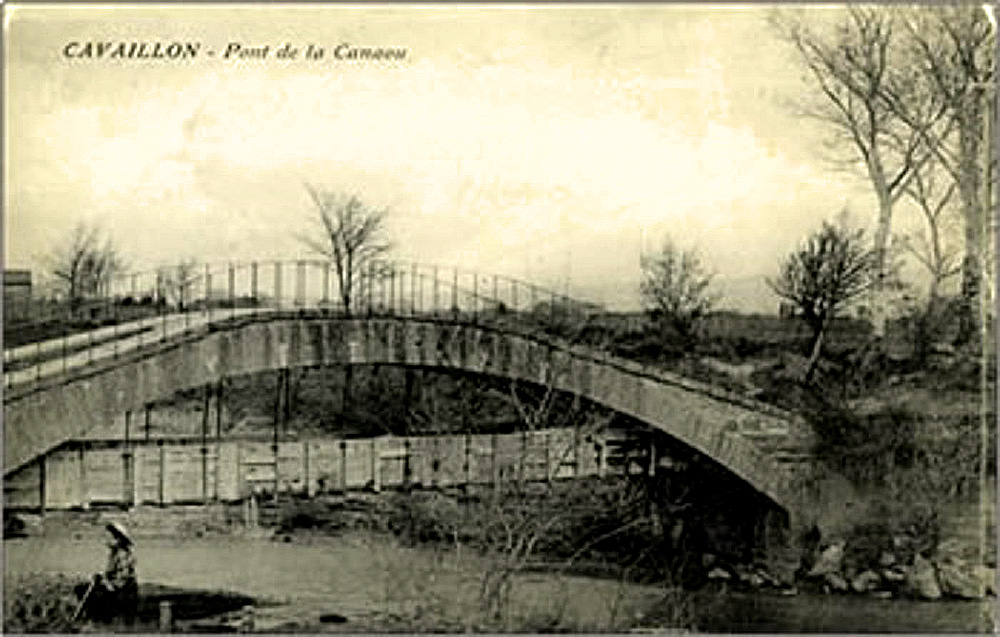
Cavaillon le pont aqueduc de la Canaù

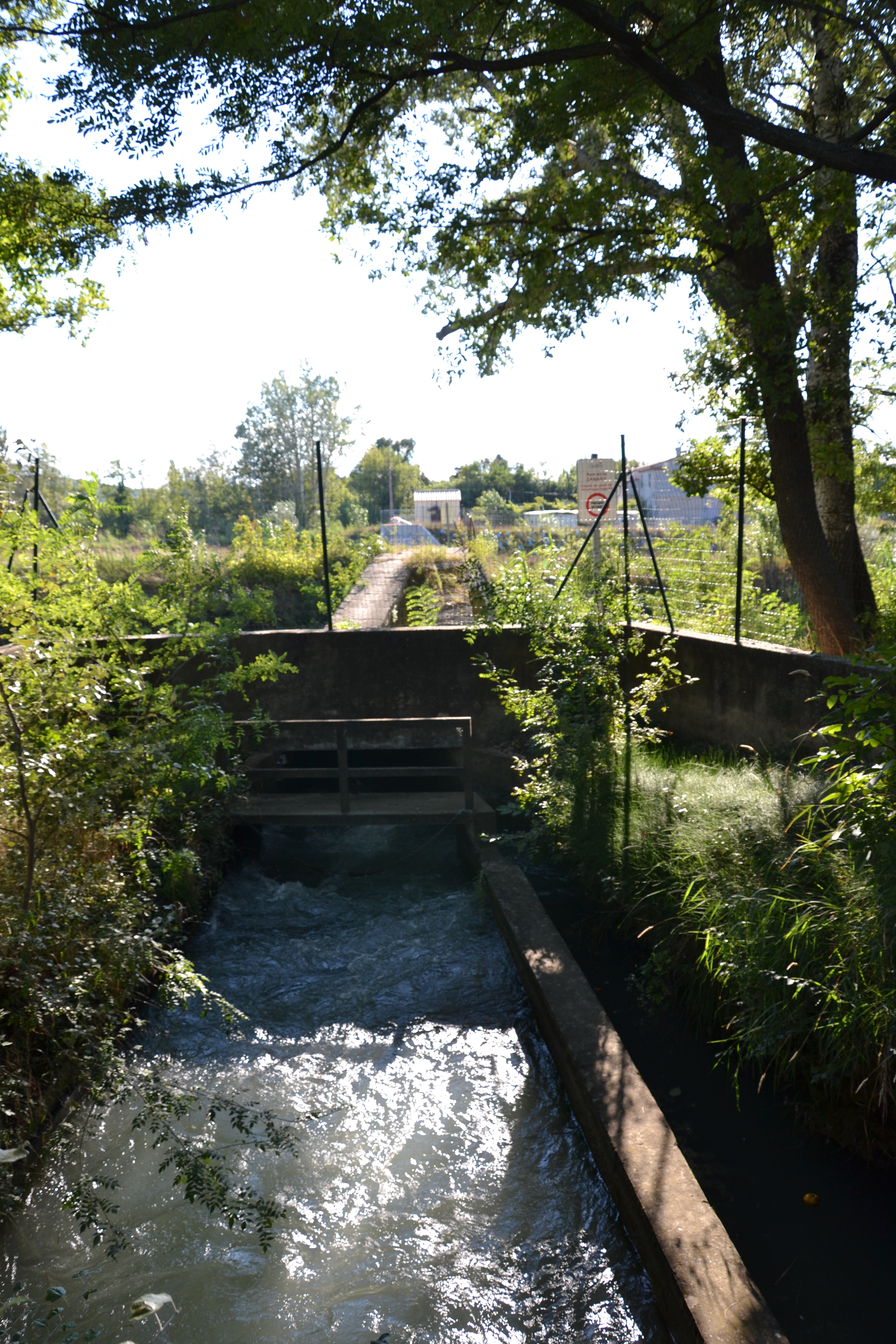
Vue d'un côté du siphon

## En savoir plus